# 김문정 (아나운서)
김문정은 대한민국의 아나운서이다.

## 학력
- 서울국제고등학교 졸업

## 경력
- JTV 전주방송 아나운서

## 진행 프로그램
- JTV 아침뉴스
- JTV 토크닥터 토닥
- JTV 시사토크
- 신정일의 천년의 길(내레이션)